# Калаша
Калаша (Калса) (д/н — 1089) — 4-й самраат (володар) Кашмірської держави з династії Лохара у 1063—1089 роках.

## Життєпис
Син магараджи Анантадеви і Сур'яматі. 1063 року за підтримки матері повалив батька, якого заслав на західний кордон — до міста Парноца. Втім невдовзі той повстав проти сина. Боротьба тривала до 1068 року, коли перемогу здобув Калаша. Його мати здійснила саті.
Відзначався жадібністю до розкошів й розваг, внаслідок чого покладався на своїх сановників., чим викликав невдоволення дамарів (феодалів)та сільського населення. У 1076 і 1078—1081 роках вимушений був придушувати потужні заколоти. Решту життя провів у споживанні вина та збільшенню гарем. За свідченням Калхани своєю коханкою змусив стати власну доньку.
Помер 1089 року. Йому спадкував старший син Уткарша.